# 克尔马市镇
克尔马市镇（俄语：Муниципальное образование «Кырма»）是俄罗斯联邦伊尔库茨克州巴彦代区所属的一个市镇。其下辖有个居民点，行政中心为拜沙。据2016年统计，该市镇的人口为392人。